# Mirella Minne
Pour les articles homonymes, voir Minne.
Mirella Minne est une femme politique belge de langue française née à Dampremy le 27 août 1945.
Elle est élue à la Chambre des représentants le 13 juin 1999 en tant que députée Ecolo de la circonscription électorale de Charleroi-Thuin. Elle siège jusqu'au 10 avril 2003, date de la fin de la 50e législature de la Chambre.